# Молонга
Молонга — река в России, протекает в Тотемском и Междуреченском районе Вологодской области. Устье реки находится в 363 км по правому берегу реки Сухона. Длина реки составляет 25 км.
Исток находится в сердце обширного болота Большая Чисть в 60 км к юго-западу от Тотьмы и в 70 км к северо-востоку от села Шуйское на территории Тотемского района близ его границы с Междуреченским районом. Молонга течёт на запад через обширные болота, обеспечивая сток из них в Сухону. Населённых пунктов на реке нет. Молонга впадает в Сухону четырьмя километрами выше деревни Уваровица и десятью километрами выше Туровца.

## Данные водного реестра
По данным государственного водного реестра России относится к Двинско-Печорскому бассейновому округу, водохозяйственный участок реки — Северная Двина от начала реки до впадения реки Вычегда, без рек Юг и Сухона (от истока до Кубенского гидроузла), речной подбассейн реки — Сухона. Речной бассейн реки — Северная Двина.
По данным геоинформационной системы водохозяйственного районирования территории РФ, подготовленной Федеральным агентством водных ресурсов:
- Код водного объекта в государственном водном реестре — 03020100312103000007605
- Код по гидрологической изученности (ГИ) — 103000760
- Код бассейна — 03.02.01.003
- Номер тома по ГИ — 03
- Выпуск по ГИ — 0